# Amaranthus schinzianus
Amaranthus schinzianus är en amarantväxtart som beskrevs av Albert Thellung. Amaranthus schinzianus ingår i släktet amaranter, och familjen amarantväxter. Inga underarter finns listade i Catalogue of Life.